# Chen Bo-lin
Chen Bo-lin est un acteur, chanteur et modèle taïwanais, né le 27 août 1983.
Il est connu à Taïwan comme l'un des acteurs les plus populaires. Il commence sa carrière d'acteur à 19 ans dans Blue Gate Crossing ainsi que dans Love of May dans la collection Contes de la Chine moderne où il tient le rôle principal.
Chen Bo-lin est très vite repéré à Hong Kong et obtient un rôle dans The Twins Effect 2.
En 2008, il tient le rôle de Ting-Wei dans Shaolin Basket.
En 2009, il obtient le premier rôle dans le film d'horreur des frères Pang (Oxide Pang Chun et Danny Pang), Missing.
En 2019, il joue dans la série "Le crocodile et le pluvian "tournée à Bordeaux en France